# Hana Hegerová
Hana Hegerová, także Hana Čelková, właśc. Carmen Farkašová (ur. 20 października 1931 w Bratysławie, zm. 23 marca 2021 w Pradze) – czeska aktorka filmowa i piosenkarka słowackiego pochodzenia, śpiewająca głównie piosenki popularne we francuskiej formie zwanej chanson.

## Życiorys
Jest znana ze swego dorobku z lat 60. w Europie jako „słowiańska Édith Piaf” czy „królowa chansonu”.
Na 2. Międzynarodowym Festiwalu Piosenki w Sopocie wykonała utwór „Szeptem”, zdobywając ostatecznie drugie miejsce.
W 2007 została uhonorowana w Pradze za całokształt kariery i zasługi dla czeskiego filmu i muzyki nagrodą Lifetime Achievement przez stowarzyszenie non-profit Music on Film o.s., podczas gali otwarcia festiwalu filmu muzycznego MOFFOM.
W 2002 została odznaczona Medalem Za zasługi III stopnia. W 2016 roku otrzymała Order Ľudovíta Štúra II klasy.

## Dyskografia
Należy uzupełnić o polskie tytuły, gdzie zaistniały
- Šansony (1966, 2006)
- Ich – Hana Hegerová (1967)
- Hana Hegerová (1969)
- Recital (1971)
- So geht es auf der Welt (1972)
- Recital 2 (1973, 2006)
- Fast ein Liebeslied (1974)
- Wir für euch (1975)
- Lásko prokletá (1977)
- Ohlédnutí (1984)
- Potměšilý host (1987)
- Chansons / Wenn die Schatten (1987)
- Paběrky (1991)
- Live (1991)
- Zlatá kolekce (1996)
- Rozdíl (1996)
- Rýmování o životě (1997)
- Bratislava live (1997)
- Můj dík (wykonania piosenek Pavla Kopty) (2005)
- Všechno nejlepší (2006)

W 2006 Hana Hegerová także zaśpiewała piosenkę w albumie Jana Buriana pt. Dívčí válka.

## Filmografia
Należy uzupełnić o polskie tytuły, gdzie zaistniały
- 2006 – Kde lampy bloudí
- 1991 – Poslední motýl
- 1989 – Fabrik der Offiziere
- 1988 – Lovec senzací
- 1974 – Trzydzieści przypadków majora Zemana (serial telewizyjny)
- 1967 – Ta naše písnička česká
- 1966 – Dobře placená procházka (film telewizyjny)
- 1964 – Gdyby tysiąc klarnetów (musical, reżyseria: Ján Roháč i Vladimír Svitáček)
- 1963 – Konkurs (reżyseria: Miloš Forman)
- 1963 – Naděje
- 1962 – Neděle ve všední den
- 1962 – Zhasněte lampióny
- 1960 – Policejní hodina
- 1960 – Přežil jsem svou smrt
- 1957 – Przystanek na peryferiach (reżyseria: Ján Kadár i Elmar Klos)
- 1954 – Frona (reżyseria: Jiří Krejčík)

W 1968 Ján Roháč z udziałem Ester Krumbachovej wyreżyserował krótkometrażowy film dokumentalny o Hegerowej pt. Co nikdy nepochopím.